# نبرد بغداد (۹۴۶ میلادی)
نبرد بغداد (۹۴۶ میلادی) نبردی بود بین نیروهای آل بویه در عراق به رهبری معزالدوله و حمدانیان به رهبری ناصرالدوله که در داخل شهر بغداد درگرفت و چند ماه طول کشید. در نهایت آل بویه به پیروزی رسیدند، آنها حمدانیان را با یک حمله بزرگ از بغداد بیرون راندند و کنترل شهر را به دست گرفتند.
این نبرد اولین درگیری نبرد از جنگ‌های آل بویه و حمدانیان بود. همچنین تنها موردی بود که در قلمرو بوییان و نه حمدانیان رخ داد.

## پیش‌زمینه
بغداد زمانی که احمد بن بویه با سپاه خود از اهواز پیشروی کرد و در دسامبر ۹۴۵ وارد شهر شد، به تصرف آل بویه درآمد. به محض ورود، با خلیفه مستکفی ملاقات کرد و وی موافقت کرد که اداره امور کشور را به او واگذار کند و افتخار «معزالدوله» را به او اعطا کرد. خبر این واقعه واکنش منفی امیر حمدانی، ناصرالدوله که بر موصل و نواحی جزیره شرقی فرمانروایی می‌کرد را درپی داشت. ناصرالدوله قبلاً در سال ۹۴۲ بغداد را برای مدتی تصرف کرده‌بود و همچنان امید به بازپس‌گیری شهر داشت. بنابراین تصرف پایتخت توسط معزالدوله برای او اتفاق ناخوشایندی بود.

## فهرست منابع
- Bacharach, Jere L. Islamic History through Coins: An Analysis and Catalogue of Tenth-Century Ikhshidid Coinage. Cairo: The American University in Cairo Press, 2006. شابک ‎۹۷۷−۴۲۴−۹۳۰−۵
- Canard, Marius (1971). "Hamdanids".  In Lewis, B.; Ménage, V. L.; Pellat, Ch. & Schacht, J. (eds.). The Encyclopaedia of Islam, New Edition, Volume III: H–Iram. Leiden: E. J. Brill. OCLC 495469525.
- Canard, Marius. Histoire de la dynastie des H'amdanides de Jazîra et de Syrie, Volume 1. Paris: Presses universitaires de France, 1953.
- الگو:The Buwayhid Dynasty in Iraq
- Kabir, Mafizullah. The Buwayhid dynasty of Baghdad. Calcutta: Iran Society, 1964.
- Miskawaihi. The Eclipse of the Abbasid Caliphate: the Concluding Portion of the Experiences of the Nations, Vol. II. Trans. & ed. H. F. Amedroz and D. S. Margoliouth. London, 1921.
- Zetterstéen, K.V. & Busse, H. (1993). "Mu'izz al-Daula".  In Bosworth, C. E.; van Donzel, E.; Heinrichs, W. P. & Pellat, Ch. (eds.). The Encyclopaedia of Islam, New Edition, Volume VII: Mif–Naz. Leiden: E. J. Brill. ISBN 978-90-04-09419-2.